# Makedra
Makedra (în arabă مقدرة) este o comună din provincia Sidi Bel Abbès, Algeria.
Populația comunei este de 2.475 de locuitori (2008).